# Siyabonga Siphika
Siyabonga Siphika (ur. 24 kwietnia 1981 w Matatiele) – południowoafrykański piłkarz występujący na pozycji pomocnika.

## Kariera klubowa
Siphika karierę rozpoczynał w 2000 roku w zespole Bush Bucks z PSL. Przez 3 lata rozegrał tam 50 spotkań i zdobył 3 bramki. W 2003 roku odszedł do innego zespołu PSL, Manning Rangers. Tam z kolei grał przez 2 lata. W 2005 roku przeszedł do szwedzkiego klubu IFK Norrköping z Superettan. W jego barwach rozegrał 9 spotkań, a po zakończeniu sezonu 2005 wrócił do RPA, gdzie został graczem zespołu Maritzburg United z NFD (II liga). W 2006 roku awansował z klubem do PSL, ale w 2007 roku spadł z nim do NFD. W 2008 roku przeniósł się do Vasco da Gama, także grającego w NFD. W 2010 roku zakończył tam karierę.

## Kariera reprezentacyjna
W reprezentacji RPA Siphika zadebiutował w 2005 roku. W tym samym roku został powołany do kadry na Złoty Puchar CONCACAF. Zagrał na nim w meczach z Meksykiem (2:1), Jamajką (3:3) i Gwatemalą (1:1), a drużyna RPA zakończyła turniej na ćwierćfinale.
W drużynie narodowej Siphika rozegrał łącznie 5 spotkań, wszystkie w 2005 roku.